# Редіу (Нямц)
Редіу (рум. Rediu) — село у повіті Нямц в Румунії. Входить до складу комуни Редіу.
Село розташоване на відстані 260 км на північ від Бухареста, 24 км на південний схід від П'ятра-Нямца, 89 км на південний захід від Ясс, 142 км на північний схід від Брашова.

## Населення
За даними перепису населення 2002 року у селі проживали 2197 осіб, усі — румуни. Усі жителі села рідною мовою назвали румунську.